# Disa von Diederichs
Thora Disa Carlsdotter von Diedrichs, född 28 januari 1885 på Nygård i Kalmar län, död 1964, var en svensk konsthantverkare och målare.
Hon var dotter till sjökaptenen Carl von Diedrichs och Hilma Amalia Kreüger. Diedrichs bedrev privata studier för olika konstnärer. Hennes konst består av figurkompositioner i olja eller tempera samt textilarbeten i gobeläng och brokad. 